# 253-as busz (Budapest)
A budapesti 253-as jelzésű autóbusz a Móricz Zsigmond körtér és Kelenföld vasútállomás között közlekedett. A vonalat a Budapesti Közlekedési Zrt. üzemeltette. A járműveket a Kelenföldi autóbuszgarázs állította ki.

## Története
2014. október 6-án kísérleti jelleggel elindult a 253-as busz a Fehérló utca térségének jobb kiszolgálása érdekében.
Kihasználatlanság miatt 2016. június 3-án üzemzárással megszűnt, a Villányi úton a 17-es és a 61-es villamos, a Budaörsi úton a 108E, a 139-es és a 154-es buszok helyettesítik.

## Járművek
A vonal indulásakor 1 Ikarus 260-as és 1 Volvo 7700-as busz közlekedett. Később az összes indulás alacsony padlós lett, ezért mind a két indulást Volvo 7000-es vagy Volvo 7700-as teljesíti. 2015. október 1-jétől Ikarus 415-ös váltotta az egyik Volvo-t, ezért újra van a vonalon magas padlós jármű. 2016. május 1-jétől a járat megszűnéséig a vonalon Ikarus 405-ös buszok közlekedtek, illetve Ikarus 415-ös és Volvo 7000-es vagy 7700-as 1-1 menet erejéig.

## Útvonala
| Kelenföld vasútállomás felé | Móricz Zsigmond körtér felé                                                                                  |
| --- | --- |
| Móricz Zsigmond körtér M vá. – Villányi út – Budaörsi út – Hegyalja út – Budaörsi út – aluljáró – Balatoni út – Budaörsi út – aluljáró – Alsó Beregszász út – Kelenföld vasútállomás M vá. | Kelenföld vasútállomás M vá. – Alsó Beregszász út – Budaörsi út – Villányi út – Móricz Zsigmond körtér M vá. |

## Megállóhelyei
| 0  | Móricz Zsigmond körtér M végállomás | 15 | 7, 27, 33, 107, 240 6, 17, 19, 41, 47, 47B, 49, 56, 56A, 61 |
| 2  | Tas vezér utca                      | 14 | 17, 61 |
| 3  | Szüret utca                         | 13 | 27 17, 61 |
| 3  | Pető Intézet (Villányi út)          | 12 | 17, 61 |
| 4  | Alsóhegy utca                       | 11 | 212 17, 61 |
| 6  | Budaörsi út / Villányi út           | 9  | 212, 240 17, 61 |
| 9  | BAH-csomópont                       | ∫  | 8, 110, 112, 139, 140, 140A, 142, 239 |
| 10 | Muskotály köz                       | ∫  | 139, 140, 140A, 142, 239 |
| 12 | Fehérló utca                        | 7  | 139, 140, 140A, 142, 239 |
| 13 | Dayka Gábor utca                    | 4  | 53, 139, 140, 140A, 142, 150, 239, 252 |
| 15 | Sasadi út                           | ∫  | 8, 40, 40B, 40E, 53, 87, 88, 139, 140, 140A, 142, 150, 172, 172B, 173, 187, 188E, 239, 240, 252, 272 721, 731, 760, 767 1251, 1253, 1256 |
| 17 | Kelenföld vasútállomás M végállomás | 0  | 8, 40, 40B, 40E, 53, 58, 87, 88, 101, 103, 141, 150, 153, 153A, 154, 172, 172B, 173, 187, 188E, 250, 251, 251A, 258, 272 19, 49 689, 691, 710, 711, 713, 715, 720, 721, 722, 724, 725, 731, 732, 734, 735, 736, 760, 762, 763, 767, 777, 778, 799 S10 , S30 , G30 , Z30 , S34 , S35 , S36 , S40 , S42 , G43 , G44 , IC, EC, EN, sebesvonat, gyorsvonat, |